# Mark Damon
Pour les articles homonymes, voir Damon.
Alan Harris dit Mark Damon, né le 22 avril 1933 à Chicago (Illinois) et mort le 12 mai 2024 à Los Angeles (Californie), est un acteur et producteur américain.

## Biographie
Mark Damon commence sa carrière aux États-Unis en figurant dans des films tels que Young and dangerous en 1957. Il figure également dans deux épisodes de la série télévisée Zorro entre 1959 et 1961.
Il apprend l'italien et, voyant sa carrière limitée à des rôles dans des séries B ou des séries télévisées, il émigre en Italie et obtient de nombreux rôles dans des westerns spaghetti ou des films de série B tels que La Crypte des morts-vivants, où il joue aussi bien le héros que le méchant. À partir du milieu des années 1970, il se consacre à sa carrière de producteur et n'apparaît que ponctuellement en tant qu'acteur.
Les années 2000 marquent une période de grande activité, essentiellement dans la production de films d'horreur ou de comédies à caractère sexuel destinés à une sortie en vidéoclub, mais également avec Patty Jenkins ou Élie Chouraqui.

## Filmographie partielle

### Acteur
- 1957 : Young and dangerous de William F. Claxton : Tommy Price
- 1960 : La Chute de la maison Usher (House of Usher) de Roger Corman : Philip Winthrop
- 1962 : Miracle à Cupertino (The Reluctant Saint) d'Edward Dmytryk : Aldo (scènes coupées au montage)
- 1962 : La Belle et la Bête (Beauty and the Beast) d'Edward L. Cahn : Eduardo
- 1963 : Les Trois Visages de la peur de Mario Bava - Film à sketches, dans le 2ième segment Le Wurdulak : Vladimir D'Urfe
- 1963 : The Young Racers de Roger Corman : Stephen Children
- 1964 : El Kebir, fils de Cléopâtre (Il figlio di Cleopatra) de Ferdinando Baldi : El Kebir
- 1964 : Les Cent Cavaliers (I cento cavalieri) de Vittorio Cottafavi : Don Fernando Herrera y Menendez
- 1966 : Johnny Yuma de Romolo Guerrieri : Johnny Yuma
- 1967 : Tue et fais ta prière (Requiescant) de Carlo Lizzani : Ferguson
- 1966 : Ringo au pistolet d'or (Johnny Oro) de Sergio Corbucci : Ringo
- 1968 : Le Sadique de la treizième heure (Nude... si muore) d'Antonio Margheriti : Richard Barrett
- 1968 : Les Pistoleros du Nevada (¿Quién grita venganza?) de Rafael Romero Marchent : Johnny
- 1968 : La Bataille pour Anzio (Lo sbarco di Anzio) de Duilio Coletti et Edward Dmytryk : Wally Richardson
- 1968 : Un train pour Durango (Un treno per Durango) de Mario Caiano : Brown
- 1972 : Les Démons sexuels (Byleth: Il demone dell'incesto) de Leopoldo Savona : Duc Lionello Shandwell
- 1972 : On l'appelle Vérité (it) (Lo chiamavano Verità) de Luigi Perelli : Vérité
- 1973 : Les Vierges de la pleine lune (Il plenilunio delle vergini) de Luigi Batzella : Karl Schiller / Franz Schiller
- 1997 : Le Suspect idéal (Deceiver) de Jonas et Josh Pate : M. Wayland

### Producteur
- 1981 : Das Boot de Wolfgang Petersen
- 1990 : Dark Angel de Craig R. Baxley : producteur exécutif
- 1991 : Dar l’invincible 2 : La Porte du temps de Sylvio Tabet
- 1997 : Capitaine Orgazmo de Trey Parker
- 1997 : Le Suspect idéal de Jonas et Josh Pate
- 2003 : Monster de Patty Jenkins
- 2006 : Ô Jérusalem d'Élie Chouraqui
- 2007 : Captivity de Roland Joffé
- 2009 : Universal Soldier : Régénération de John Hyams
- 2011 : Universal Soldier : Le Jour du jugement de John Hyams
- 2011 : Au bord du gouffre (The Ledge) de Matthew Chapman